# Scrapped Princess
Scrapped Princess (スクラップド・プリンセス?, Sukurappudo Purinsesu) è una serie animata giapponese basata su una serie di 13 light novel scritti di Ichiro Sakaki (榊一郎?, Sakaki Ichiro) ed illustrati dal famoso disegnatore di dōjinshi Yukinobu Azumi (安曇雪伸?, Azumi Yukinobu), conosciuto anche come Nakayohi Mogudan (なかよひモグダン?).
La versione animata è stata prodotta nel 2003 dallo studio Bones. Il character design è ad opera di Takahiro Komori (小森高博?, Komori Takahiro), famoso per il suo lavoro su Cowboy Bebop. Scrapped Princess si distingue per la sua alta qualità in fatto di animazione, per la sua colonna sonora, composta da Hikaru Nanase (七瀬光?, Nanase Hikaru), e per i suoi temi, che spaziano da un iniziale ambiente high fantasy ad elementi post apolattici e fantascientifici attraverso l'applicazione della terza legge di Clarke.

L'atmosfera presenta un sottofondo malinconico, anche se molte situazioni e protagonisti tendono ad essere talvolta frivoli. Dalla serie TV è stato tratto un manga disegnato da Gō Yabuki (矢吹豪?, Yabuki Go) e composto da 3 volumi.

## Trama
Scrapped Princess ha luogo in un mondo fantastico e si impernia sulla vita di Pacifica Casull, una ragazza quindicenne in origine principessa secondogenita del regno di Linevan e poi abbandonata alla nascita a causa della 5111ª profezia di Grendel, che aveva predetto che la bambina sarebbe stato il "veleno mortale che avrebbe distrutto il mondo" prima del tramonto del giorno del suo sedicesimo compleanno. Scaraventata giù da una rupe, tuttavia, la bambina riuscì a salvarsi miracolosamente e fu adottata dalla famiglia Casull. Per 15 anni trascorse una vita serena e felice, fino a quando non venne scoperto che la Principessa Abbandonata (廃棄王女?, Haiki ōjo), come da tutti veniva chiamata, era ancora in vita.
Temendo per Pacifica, i suoi fratelli adottivi Shannon, un abile spadaccino, e Raquel, una potente maga, decisero di partire insieme a lei per girare il mondo in modo da non dare ai loro nemici la possibilità di rintracciarli facilmente. Durante il viaggio il gruppo dovrà affrontare innumerevoli insidie e tranelli per proteggere sia la vita della ragazza sia quella delle persone che le stanno intorno. Con il progredire della serie la verità sulla profezia di Grendel comincerà a venire lentamente alla luce e Pacifica sarà costretta ad affrontare il suo destino, trovandosi nel mezzo di una terribile battaglia durata migliaia di anni tra esseri immortali considerati gli dei del mondo conosciuto.

## Termini
Dragoon
Soprannominati "Le ultime bestie malvagie" (最後の魔獣?, Saigo no majū), i Dragoon (ドラグーン?, Doragūn) sono delle armi costruite dall'istituto Browning circa 5000 anni prima l'inizio della serie animata, quando l'umanità si trovò di fronte a una razza aliena denominata HI (Heterogeneous Intelligence) tecnologicamente superiore ai terrestri. Alla quarta serie di questi modelli (M4) venne dato come nome "All Round Free Forming Intercepter", poi abbreviato in "ARFFI". Nei light novel della serie ne esistono 26 esemplari, ma nella versione animata solo 3 hanno un ruolo prominente.
Inizialmente furono costruiti 200 modelli di Dragoon, tutti con un'intelligenza artificiale in grado di evolversi autonomamente. Molti di loro però andarono fuori controllo e, sfruttando il loro immenso potere offensivo, inflissero un grave danno alla società umana del tempo. L'incidente fu in seguito ricordato con il nome di Rapid Dragon (ラピッド・ドラゴン事件?, Rapid Dragon Jiken). Delle 200 macchine che furono costruite solo 26 riuscirono a mantenere il controllo. Queste ultime, evolvendosi, raggiunsero un'intelligenza paragonabile a quella degli esseri umani. Per evitare il succedersi di un incidente simile, sui Dragoon furono posti degli operatori chiamati D-knight (Dナイト?, Dnaito) che avrebbero dovuto controllare direttamente il mezzo in caso di battaglia. Questi nuovi mezzi furono chiamati Improved Dragoon (インプルーブド・ドラグーン?, Inpurūbudo Doragūn).
Costruiti come ultima risorsa dal genere umano, il potere dei Dragoon è quasi illimitato. Ogni esemplare possiede molteplici abilità:
- Abilità di intervento sulla forma (形相干渉能力?, Gyōsō kanshō nōryoku): con questa abilità ogni Dragoon è in grado di manipolare liberamente la materia a livello molecolare, distruggendo completamente il proprio obiettivo durante un attacco. Sfruttando al massimo la propria energia, un Dragoon è in grado di distruggere da solo un asteroide. Questa abilità permette anche di rigenerarsi istantaneamente dopo che si è subito un attacco e di creare vari oggetti come cibi o vivande. Durante i combattimenti ravvicinati, il D-knight può fare uso diretto di questa abilità per dotarsi di una barriera o di una Transmitter Sword (トランスミッターソード?, Toransumittā Sōdo) composta da antimateria.
- Spazio di fase diversa (異相空間?, I-sō kūkan): Grazie alla loro tecnologia i Dragoon possono rifugiarsi in una dimensione alternativa in caso di svantaggio durante una battaglia. Questa dimensione non sembra avere confini come terra e cielo, ma nonostante ciò un normale essere umano può respirarvi normalmente. I Dragoon non sono inoltre impediti da alcuno stato della materia (liquido, solido, gassoso, vuoto) e possono materializzarsi ovunque.
- Attacco non percebile (知覚外攻撃?, Chikaku-soto kōgeki): contraendo forzatamente la distanza fra due punti, i Dragoon possono compiere dei salti da una regione all'altra dello spazio senza poter essere percepiti dai nemici, riuscendo quindi a coglierli di sorpresa. In questo modo possono anche evitare gli attacchi diretti.
- P-system (Pシステム?, Pshisutemu): abilità non presente nella storia originale. Durante la Guerra della Genesi, combinando le capacità di previsione di una veggente con il lavoro combinato di più intelligenze artificiali, era possibile predire in modo altamente accurato le azioni nemiche in modo da prendere le giuste precauzioni.

In seguito all'incidente Rapid Dragon, ai Dragoon fu negato l'uso di molte abilità in mancanza del D-knight. Come ulteriore misura precauzionale, fu anche imposto il divieto assoluto di attaccare un qualsiasi essere umano. Nei modelli con intelligenza artificiale furono introdotte anche differenziazioni per sesso e età, che portarono ogni esemplare a differire molto dagli altri. Ogni Dragoon ha solitamente due forme: quella reale, in cui prendono la forma di un drago, e quella in forma umana, utilizzata solitamente per comunicare con il D-knight ed altre persone. L'aspetto base non personalizzato dei Dragoon femmina è quello di una giovane ragazza dai capelli blu con un grande fiocco nero in testa. I vestiti indossati possono venire modificati liberamente. Usando l'abilità di intervento sulla forma, inoltre, il D-knight può modificare l'aspetto esteriore del Dragoon facendogli anche cambiare sesso. Spesso è sorta un'amicizia o addirittura una specie d'amore fra il Dragoon, in grado di pensare come un essere umano, e l'operatore.
Con il procedere della guerra, i limiti che un Dragoon subiva dalla necessità di avere un D-knight a bordo divennero sempre più chiari e definiti. Per sopperire al problema si decise di costruire una nuova serie di modelli più forti dei primi ed in grado di agire indipendentemente, propri come i primi esemplari. Questi nuovi tipi di Dragoon vennero chiamato Valkyrie (ヴァルキリー?, Varukirī). Sfruttando l'assenza di un operatore che potesse controllare e frenare la macchina in caso di difficoltà, tuttavia, la razza aliena riuscì a catturare i Valkyrie e a riprogrammarli, facendoli combattere contro i loro stessi creatori. In questo modo nacquero i Peacemaker.
I Dragoon, come i Peacemaker, non sembrano possedere emozioni umane come la paura o la tristezza, e non esiterebbero ad uccidere decine o centinaia di persone per proteggere il Providence Breaker. Freddi e spietati, farebbero qualsiasi cosa per assicurarsi che Pacifica  raggiunga i 16 anni di età, nello stesso modo in cui i Peacemaker non esiterebbero davanti a nulla per impedire a Pacifica di rompere il sistema della Providence. Zefiris, tuttavia, sembra distinguersi dai suoi compagni, in quanto è spesso interdetta sui metodi da usare.
Guardian
I Guardian (ガーディアン?, Gādian), o più semplicemente Protettori (守護者?, Shugosha, let. coloro che proteggono), sono esseri umani con tratti genetici speciali che hanno il compito di difendere e sostenere il Providence Breaker. I tratti genetici furono creati al termine della Guerra della Genesi, programmati per attivarsi solo 5000 anni dopo, con la nascita di Pacifica. In Shannon e Raquel questi fattori si sono completamente attivati, rendendoli Guardian a tutti gli effetti. Altri personaggi come Leopold, Winia e Fulle possiedono questi geni, ma non in maniera così marcata. I portatori attivi di questi fattori possiedono abilità fisiche e magiche molto superiori alla norma.
Guerra della Genesi
Con Guerra della Genesi (創世戦争?, Sōsai sensō, let. guerra della creazione del mondo) si indica il conflitto sorto 5000 anni prima degli eventi narrati in Scrapped Princess tra l'umanità e un'entità aliena conosciuta come "HI" (Heterogeneous Intelligence). Per riuscire ad avere la meglio sugli invasori, tecnologicamente più avanzati, la società del tempo creò delle macchine da guerra conosciute come Dragoon. I Valkyrie, modelli di Dragoon superiori agli altri in grado di agire indipendentemente, furono tuttavia catturati e riprogrammati: nacquero così i Peacemaker, che iniziarono a combattere contro i loro stessi creatori. La guerra, fino ad allora combattuta ad armi pari, fu infine vinta dalle forze aliene, che però, non volendo estinguere la razza umana, decisero di contattare una donna terrestre proponendole di tradire la propria razza per salvare i propri cari: la donna accettò e gli esseri umani furono rinchiusi in un mondo confinato chiamato spregiativamente "Dust Bin" (ダストヴィン?, Dasuto Bin, let. cestino della spazzatura).
Peacemaker
I Peacemaker (ピースメーカー?, Pīsumākā), o più semplicemente Protettori dell'ordine (秩序守護者?, Chitsujo shugosha, let. coloro che proteggono l'ordine), sono un gruppo di entità dai grandi poteri che svolgono la funzione di guardiani del Dust Bin. Considerati divinità dalla società umana e dalla chiesa di Mauser, in realtà i Peacemaker sono esseri crudeli e sadici che non si fanno problemi ad eliminare gli esseri umani. Il loro compito è evitare che il sistema della Providence possa essere distrutto.
In origine i Peacemaker erano dei modelli speciali di Dragoon chiamati Valkyrie in grado di agire indipendentemente, senza l'aiuto di un D-knight. Sfruttando proprio l'assenza di un D-knight, tuttavia, la razza aliena che scatenò la Guerra delle Genesi riuscì a catturare questi modelli e a riprogrammarli, facendoli combattere contro i loro stessi creatori: nacquero così i Peacemaker.
Come i Dragoon, i Peacemaker si distinguono tra loro per età e sesso. La loro forma umana è quella di persone molto attraenti, cosa che tuttavia non riesce a nascondere del tutto la loro natura sadica. Il loro ruolo nella serie è essenzialmente quello di inseguire e cercare di uccidere Pacifica, il Providence Breaker. I Peacemaker non possono tuttavia attaccare direttamente la ragazza, in quanto ciò causerebbe il risveglio delle sue abilità latenti.
A differenza dei Dragoon, i Peacemaker si dividono in Civilian (シヴィリアン?, Shivirian) e Artillery (アーティラリイ?, Ātirarī). Gli Artillery hanno un potere distruttivo di gran lunga superiore ai Civilian, ma a differenza dei primi mancano di controllo. Per evitare che vengano sopraffatti dai loro stessi poteri, quindi, la vera forma degli Artillery viene compressa in un formato che non permetta loro di fare eccessivi danni. In caso di battaglia i Civilian possono effettuare una decompressione (解凍?, kaitō) e liberare tutto il loro potere. Nella serie appaiono quattro Peacemaker, due per sesso. I quattro sembrano sempre muoversi in coppie di maschio/femmina e civilian/artillery. Per buona parte della serie, tuttavia, la compagna di Galil, CZ, non è presente.
I Peacemaker possiedono, oltre alla loro sembianze umane, altre due forme in cui trasformarsi. La più usata nel corso della serie è la Forma di esecuzione punitiva divina di seconda classe (第二級神罰執行形態?, Dai-ni-kyū shinbatsu shikkō keitai), che permette loro di sfruttare parte del loro grande potere distruttivo. La Forma di esecuzione punitiva divina di prima classe (第一級神罰執行形態?, Dai-ichi-kyū shinbatsu shikkō keitai), di gran lunga più potente della precedente, è proibita all'interno dell'atmosfera del Dust Bin in quanto rischierebbe seriamente di danneggiare se non distruggere l'intero mondo fittizio.
Providence
Con Providence (プロヴィデンス?, Purovidensu) si indica tutto il sistema del Dust Bin in cui gli esseri umani segregati possono essere controllati a piacimento dai Peacemaker. Alla fine della Guerra della Genesi la razza aliena, oltre a rinchiudere gli esseri umani in un mondo fittizio, impiantò in ognuno di loro degli specifici geni che, quando attivati, li avrebbero resi succubi a qualsiasi ordine loro dato. Quando viene usata la Providence gli occhi degli esseri umani colpiti si colorano di nero. Gli unici esseri che non ne sono affetti sono Pacifica, il Providence Breaker, e i Dragoon, in quanto macchine.
Providence Breaker
Il Providence Breaker (プロヴィデンス・ブレイカー?, Purovidensu Bureikā) è un singolo essere umano, in questo caso Pacifica, che non è affetto in alcun modo dalla Providence dei Peacemaker e possiede al contrario l'abilità di cancellarne gli effetti sugli esseri umani che incontra. I poteri del Providence Breaker sono dovuti alla presenza di tratti genetici speciali creati durante la Guerra della Genesi e programmati per attivarsi 5000 anni dopo, quando l'essere umano predestinato avrebbe raggiunto i 16 anni d'età. Compiuti i 16 anni, in seguito, il Providence Breaker sarebbe dovuto morire per attivare un meccanismo in grado di distruggere l'intero sistema della Providence e far ritornare il mondo sigillato al suo posto naturale, la Terra.
Punto di congiunzione
Con Punto di Congiunzione (中継点?, Chūkei-ten) si indica una creatura amorfa creata dai Peacemaker usando materia organica (in genere esseri umani). La creatura è in grado di assorbire gli esseri viventi nei paraggi ed inglobarli nella propria struttura, ingrandendosi. Dopo che un essere umano è stato assorbito è impossibile liberarlo. Il cuore di un Punto di Congiunzione è un cristallo dal colore blu presente all'interno della sua struttura e che controlla tutta la creatura. I Punti di Congiunzione, come i Peacemaker, non sono in grado di attaccare direttamente Pacifica e vengono al contrario distrutti al minimo contatto con il Providence Breaker.

## Collocazione temporale
Durante il tredicesimo episodio viene affermato che il livello tecnologico degli esseri umani è stato riportato a quello del Medioevo, ovvero quello di 6000 anni prima. Prendendo approssimativamente come date d'inizio e fine del Medioevo il 500 ed il 1500 d.C. si può dedurre che la serie ha luogo circa tra gli anni 7000 e 7500.

La Guerra della Genesi, combattuta 5000 anni prima degli eventi narrati, ha avuto quindi luogo tra il 2000 ed il 2500.

## Nomi ed armi
Molti dei nomi di città e persone all'interno della serie riflettono quelli di diversi oggetti legati al mondo delle armi da fuoco.
Di seguito alcuni esempi:
- Casull: le cartucce .454 Casull
- Winia Chester: la carabina Winchester
- Città di Taurus: il produttore di armi brasiliano Forjas Taurus
- Christopher Armalite: la corporazione ArmaLite
- Barrett Doyle: la casa produttrice di armi Barrett Rifles
- Regno di Linevan: possibile riferimento ai proiettili .475 Linebaugh
- Capitale Sauer: il fucile Sauer 38H
- Città di Manurhin: casa produttrice francese Manurhin
- Impero di Giat: il produttore francese di armi GIAT, ora conosciuto come Nexter
- Profezie di Grendel: il produttore di armi Grendel
- Il comandante militare Sturm: il produttore Sturm, Ruger
- Unità speciale Blackhawk: la pistola Ruger Blackhawk
- Gli dei Mauser e Browning: due ditte produttrici Mauser e Browning Arms Company
- Peacemaker: la pistola Colt Peacemaker
- Peacemaker Galil e Socom: il fucile d'assalto Galil e la pistola HK SOCOM
- Peacemaker Steyr e CZ: le casi produttrici Steyr Mannlicher e Česká Zbrojovka (abbreviato in CZ)
- La moneta Cetme: il fucile CETME
- I cavalli Makarov, Parabellum e Dragunov: le pistole Makarov PM e Parabellum ed il fucile Dragunov
- Leopold Scorpse ed il padre Tasco: i mirini Tasco scope e Leupold scope
- I Dragoon: la pistola Colt Dragoon

## Episodi
| Nº | Titolo italiano Giapponese 「Kanji」 - Rōmaji                                                       | In onda           | In onda |
| Nº | Titolo italiano Giapponese 「Kanji」 - Rōmaji                                                       | Giapponese        |         |
| 1  | Preludio della principessa gatto abbandonato 「捨て猫王女の前奏曲」 - Sute neko ōjo no zensōkyoku   | 8 aprile 2003     |         |
| 2  | Marcia del cavaliere mezzo cotto 「半熟騎士の行進曲」 - Hanjuku kishi kōshinkyoku                   | 15 aprile 2003    |         |
| 3  | Canto di ribellione degli imperdonabili 「赦されざる者の騒動歌」 - Yurusarezaru no sōdō uta         | 22 aprile 2003    |         |
| 4  | Concerto dell'incontro e della separazione 「出会いと別れの協奏曲」 - Deai to wakare no kyōsōkyoku  | 29 aprile 2003    |         |
| 5  | Ninnananna del menestrello 「吟遊詩人の子守歌」 - Gin'yūshijin no komori uta                        | 6 maggio 2003     |         |
| 6  | Canzone per vagabondare dei cavalieri 「騎士たる者たちの迷走歌」 - Kishitarumono-tachi no meisō uta | 13 maggio 2003    |         |
| 7  | Valzer della ragazza cane abbandonato 「捨て犬少女の円舞曲」 - Sute inu shōjo no enbukyoku          | 20 maggio 2003    |         |
| 8  | Notturno dei legami e delle preghiere 「絆と祈りの夜想曲」 - Kizuna to inori no yasōkyoku           | 27 maggio 2003    |         |
| 9  | Requiem offerto agli eretici 「異端者たちに捧ぐ鎮魂歌」 - Itansha-tachi ni sasagu chinkon uta       | 3 giugno 2003     |         |
| 10 | Serenata della falsa principessa 「偽王女の小夜曲」 - Gi ōjo no sayokyoku                           | 10 giugno 2003    |         |
| 11 | Rapsodia della Principessa Bestia 「獣姫の狂詩曲」 - Kedamono-hime no kyōshikyoku                   | 17 giugno 2003    |         |
| 12 | Canto di battaglia delle due principesse 「二人の姫の戦闘歌」 - Futari no hime no sentō uta         | 24 giugno 2003    |         |
| 13 | Canto lontano per ricordare 「遥かなる追想曲」 - Haruka naru tsuisōkyoku                            | 1º luglio 2003    |         |
| 14 | Quintetto persosi 「失われた五重奏」 - Ushinawareta gojūsō                                          | 8 luglio 2003     |         |
| 15 | Opera della forza e della strategia 「力と謀略の歌劇」 - Chikara to bōryaku no kageki               | 15 luglio 2003    |         |
| 16 | Duetto vicino al fiume 「川のほとりの二重唱」 - Kawa no hotori no nijūshō                           | 22 luglio 2003    |         |
| 17 | Canzone profana di un breve momento 「つかの間の世俗歌」 - Tsuka no ma no sezoku uta                | 29 luglio 2003    |         |
| 18 | Lamentazione del vicolo sul retro 「路地裏の哀歌」 - Roji ura no aika                               | 19 agosto 2003    |         |
| 19 | Sonata del dolore della madre 「母の嘆きの無言歌」 - Haha no nageki no mugon uta                    | 26 agosto 2003    |         |
| 20 | Ouverture del sacro collasso 「聖なる崩壊の序曲」 - Seinaru hōkai no jokyoku                        | 2 settembre 2003  |         |
| 21 | Canto devozionale della divinità solitaria 「孤独な神の受難曲」 - Todoku na kami no junankyoku      | 9 settembre 2003  |         |
| 22 | Rondò che oltrepassa il tempo 「時を超えた輪舞曲」 - Toki o koeta rinbukyoku                        | 16 settembre 2003 |         |
| 23 | Oratorio delle persone limitate 「限りあるものの聖譚曲」 - Kagiri arumono no seitankyoku            | 30 settembre 2003 |         |
| 24 | Sinfonia di coloro che proteggono 「守りし者たちの交響曲」 - Mamorishimono-tachi no kōkyōkyoku      | 7 ottobre 2003    |         |

## Musiche
- Sigla d'apertura: "Little Wing" dei JAM Project e Masami Okui (奥井雅美?, Okui Masami)
- Sigla di chiusura: "Daichi no la-li-la (大地の la-li-la?, la-li-la della Terra) di Yoko Ueno (上野洋子?, Ueno Yōko) e Masumi Itō (伊藤真澄?, Itō Masumi)

La colonna sonora è ad opera di Hikaru Nanase (七瀬光?, Nanase Hikaru) ed è composta da 19 tracce.
| #  | Titolo                            | Titolo                 | Titolo                           |
| #  | Italiano (tradotto)               | Kanji                  | Rōmaji                           |
| -- | --------------------------------- | ---------------------- | -------------------------------- |
| 1  | La magia di Raquel                | ラクウェルの魔法       | Rakuweru no mahō                 |
| 2  | I protettori                      | 守護者たち             | Shugosha-tachi                   |
| 3  | Lo schiacciante potere di Raquel  | ラクウェルの圧倒的な力 | Rakuweru no Attouteki na chikara |
| 4  | La tristezza di Shannon           | シャノンの悲しみ       | Shanon no kanashimi              |
| 5  | La gentilezza di Pacifica         | パシフィカの優しさ     | Pashifika no yasashi             |
| 6  | Il viaggio tranquillo             | のどかな旅             | Nodoka na tabi                   |
| 7  | Musica di Leon                    | レオのテーマ           | Reon no teima                    |
| 8  | L'indagine di Kidaf               | キダーフの調べ         | Kidāfu no shirabe                |
| 9  | La tristezza di Doyle             | ドイルの哀しみ         | Doiru no kanashimi               |
| 10 | Musica dei Peacemaker             | ピースメーカーのテーマ | Pīsumeikā no teima               |
| 11 | Verso Shannon, il cavaliere drago | シャノン竜騎士へ       | Shanon ryū-kishi e               |
| 12 | La decisione di Pacifica          | パシフィカの覚悟       | Pashifika no kakugo              |
| 13 | La battaglia tra Chris e Shannon  | クリスとシャノンの戦い | Kurisu to Shanon no tatakai      |
| 14 | La solitudine di Pacifica         | パシフィカの孤独       | Pashifika no kodoku              |
| 15 | Un gentile legame                 | 暖い絆                 | Atatakai kizuna                  |
| 16 | Dei compagni piacevoli            | ゆかいな仲間たち       | Yakai na nakama-tachi            |
| 17 | Sim, la ragazza misteriosa        | スィン・謎の少女       | Suin, nazo no shōjo              |
| 18 | Di nuovo uniti                    | 再会                   | Saikai                           |
| 19 | La profonda tristezza di Pacifica | パシフィカの深い悲しみ | Pashifika no fukai kanashimi     |

## Light novel
La serie di light novel è composta da tredici volumi principali più cinque supplementari.

### Serie principale
1. Preludio della principessa gatto abbandonato (捨て猫王女の前奏曲?, Sute neko ōjo no zensōkyoku)
2. Canto di ribellione degli imperdonabili (赦されざる者達の騒動歌?, Yurusarezarumono-tachi no sōdō uta)
3. Requiem offerto agli eretici (異端者に捧ぐ鎮魂歌?, Itansha ni sasagu chinkon uta)
4. Marcia del cavaliere mezzo cotto (半熟騎士の行進曲?, Hanjuku kishi kōshinkyoku)
5. Notturno della ragazza cane abbandonato (捨て犬少女の夜想曲?, Suteinu shōjo no yasōkyoku)
6. Canzone lirica di un breve momento (つかの間の歌劇曲?, Tsuka no ma no kageki uta)
7. Ninnananna che passa per caso (通りすがりの子守歌?, Toorisugari no komori uta)
8. Canzone d'amore senza fine (終わりなき恋歌?, Owari-naki koi uta)
9. Rapsodia della principessa bestia (獣姫の狂詩曲?, Kedamono hime no kyōshikyoku)
10. Canto lontano per ricordare (遥かなる追想曲?, Haruka naru tsuisōkyoku)
11. Elegia del vicolo sul retro (路地裏の挽歌?, Roji ura no banka)
12. Contrappunto dei traditori (反逆者達の多重奏?, Hangyakusha-tachi no tajūsō)
13. Oratorio che risuona nei cieli (天に響く聖譚詩?, Ten ni hibiku no seitanshi)

### Serie supplementare
1. Suite dei vagabondi (さまよう者達の組曲?, Samayoumono-tachi no kumikyoku)
2. Rapsodia degli amanti (恋人達の狂騒曲?, Koibito-tachi no kyōsōkyoku)
3. Valzer che scorre nella terra sacra (聖地に流れる円舞曲?, Seichi ni Nagareru enbukyoku)
4. Variazione della vergine drago (竜乙女の変奏曲?, Ryūo tome no hensōkyoku)
5. Ballata taciuta (語られざる譚詩曲?, Katarerazaru tanshikyoku)